# Sancerre
 Sancerre  es una población y comuna francesa, situada en la región de  Centro, departamento de Cher, en el distrito de Bourges y cantón de Sancerre.

## Demografía
| 2543 | 2461 | 2460 | 2139 | 2059 | 1799 |
| Para los censos de 1962 a 1999 la población legal corresponde a la población sin duplicidades (Fuente: INSEE [Consultar]) |      |      |      |      |      |